# Semaeostomeae
Los semeóstomos (Semaeostomeae) son un orden de cnidarios escifozoos que incluye las medusas más comunes de aguas templadas. 
Las medusas semeostomas tienen una umbela profunda y provista de orificio bucal simple y manubrio prolongado en cuatro brazos.

## Taxonomía
Los semeóstomos incluyen cinco familias:
- Familia Cyaneidae L. Agassiz, 1862
- Familia Drymonematidae Haeckel, 1880
- Familia Pelagiidae Gegenbaur, 1856
- Familia Phacellophoridae Straehler-Pohl, Widmer & Morandini, 2011
- Familia Ulmaridae Haeckel, 1880